# Truppenübungsplätze Munster Nord und Süd
Truppenübungsplätze Munster Nord und Süd este o arie protejată (arie de protecție specială avifaunistică — SPA) din Germania întinsă pe o suprafață de 7.583 ha, integral pe uscat.

## Localizare
Centrul sitului Truppenübungsplätze Munster Nord und Süd este situat la coordonatele 53°02′55″N 10°06′31″E / 53.0486°N 10.1086°E.

## Înființare
Situl Truppenübungsplätze Munster Nord und Süd a fost declarat arie de protecție specială avifaunistică în iunie 2001 pentru a proteja 29 de specii de animale.

## Biodiversitate
Situată în ecoregiunea atlantică, aria protejată nu include niciun habitat protejat.
La baza desemnării sitului se află mai multe specii protejate de  păsări (29): minunița (Aegolius funereus), pescăruș albastru (Alcedo atthis), rață mică (Anas crecca crecca), rața moțată (Aythya fuligula), caprimulg (Caprimulgus europaeus), Charadrius dubius curonicus, barză neagră (Ciconia nigra), erete de stuf (Circus aeruginosus), ciocănitoare neagră (Dryocopus martius), șoimul rândunelelor (Falco subbuteo), becațină comună (Gallinago gallinago), ciuvică (Glaucidium passerinum), Grus grus grus, capîntortură (Jynx torquilla), sfrâncioc roșiatic (Lanius collurio), sfrâncioc mare (Lanius excubitor excubitor), ciocârlie de pădure (Lullula arborea), gaia roșie (Milvus milvus), Numenius arquata arquata, pietrar sur (Oenanthe oenanthe), viespar (Pernis apivorus), codroșul de pădure (Phoenicurus phoenicurus), mărăcinar negru (Saxicola torquatus), sitar de pădure (Scolopax rusticola), Tachybaptus ruficollis ruficollis, cocoșul de mesteacăn (Tetrao tetrix tetrix), fluierarul de zăvoi (Tringa ochropus), pupăză (Upupa epops), nagâț (Vanellus vanellus).